# Corydoras petracinii
Corydoras petracinii is een straalvinnige vissensoort uit de familie van de pantsermeervallen (Callichthyidae). De wetenschappelijke naam van de soort is voor het eerst geldig gepubliceerd in 2010 door Calviño & Alonso.